# Dylan Alcott
Dylan Martin Alcott (Melbourne, 4 december 1990) is een voormalig basketballer en rolstoeltennisspeler uit Australië. Hij strijdt onvermoeibaar voor kansen en trainingen voor gehandicapte Australiërs.

## Medische voorgeschiedenis
Bron:
Alcott werd geboren met een tumor rond zijn wervelkolom. Een operatie om de tumor te verwijderen was succesvol, maar Dylan hield er een dwarslaesie aan over.

## Basketbal
Op zeventienjarige leeftijd werd Alcott de jongste gouden-medaillewinnaar bij het rolstoelbasketbal, op de Paralympische Zomerspelen van 2008 in Peking. In deze sport won hij ook goud op het wereldkampioenschap van 2010, plus zilver op de Paralympische Zomerspelen van 2012 in Londen.

## Tennis
Bij het tennis komt Alcott uit in de categorie quad. Hij bereikte de eerste plaats op de ITF-wereldranglijst, zowel in het enkelspel (juni 2015) als in het dubbelspel (september 2019).
In het enkelspel won Alcott vijftien grandslamtitels, tweemaal de Paralympische Spelen (2016 in Rio de Janeiro en 2020 in Tokio) en éénmaal de Wheelchair Tennis Masters (het officieus wereldkampioenschap van het rolstoeltennis) in 2018.
In 2021 behaalde hij als enige man in de geschiedenis een golden grand slam in het enkelspel, inhoudende het winnen van alle vier grandslamtoernooien – het Australian Open, Roland Garros, Wimbledon en het US Open – alsmede de Paralympische Zomerspelen in Tokio. Twee vrouwen gingen hem voor: Steffi Graf in 1988 en Diede de Groot in 2021.
In het dubbelspel won Alcott acht grandslamtitels (vier met Heath Davidson, drie met Andy Lapthorne en één met David Wagner) en de Paralympische Zomerspelen van 2016 in Rio de Janeiro samen met Heath Davidson.
Na het Australian Open 2022, waar hij in de enkelspelfinale verloor van de Nederlander Sam Schröder, beëindigde hij zijn sportcarrière, twee dagen nadat hij was verkozen tot "Australiër van het jaar".

## Ambassadeur voor gehandicapten
Alcott is NEC-ambassadeur, die minimaal sinds 2014 ijvert voor de ondersteuning van gehandicapten. In 2017 stichtte hij de Dylan Alcott Foundation, die studiebeurzen en andere financiële hulp biedt aan gehandicapte Australiërs.